# 온라인 강의
온라인 강의 또는 인터넷 강의는 인터넷을 이용한 원격 수업을 가리키는 말이다.

## 개요
대한민국의 경우 2004년 2월에 교육과학기술부가 밝힌 사교육비 경감 대책에 따라 한국교육방송공사가 그해 4월에 개설한 EBSi를 시작으로 온라인 강의 사이트의 수는 매년 증가하고 있는 추세이다.
EBSi와 같이 무료로 온라인 강의를 제공하는 사이트가 있는 반면 유료로 온라인 강의를 제공하는 사이트도 있다.

## 사용
세계 각국에 퍼진 코로나 바이러스 때문에 개학을 못하게 되자 대한민국정부(교육부)에서는 EBS온라인클래스 또는 E학습터를 이용하여 온라인수업의 형태로 개학을 하라고 모든 초등학교, 중학교, 고등학교에 권고하였다. 하지만 신종코로나바이러스 사태가 길어지자 대한민국정부에서는 각 학년마다 따로 개학하는 것을 검토하고 있다.

## 업체 목록
- EBSi
- 이투스교육
- 메가스터디교육
- 현현교육 (스카이에듀)
- 디지털대성
- 비상교육 (수박씨닷컴)
- 클래스팅
- e학습터
- 바로학교

## 같이 보기
- 스크린캐스트
- 3차 교육
- 교육공학